# Cowboy Copas
Lloyd Estel „Cowboy“ Copas (* 15. Juli 1913 in Blue Creek, Adams County, Ohio; † 5. März 1963 nahe Camden, Tennessee) war ein US-amerikanischer Country-Sänger, der in den 1940er- und 1960er-Jahren zahlreiche Hits wie  Candy Kisses, Alabam und Flat Top hatte.

## Leben
In den ersten Jahren seiner Karriere arbeitete Copas mit dem Fiddler Natchee, der Indianer zusammen und trat selbst als Cowboy Copas auf. Allerdings sang er keineswegs Cowboy- oder Western-Songs, sondern Honky Tonk und Balladen. Seinen Lebensunterhalt bestritt er mühsam mit Auftritten bei Radiostationen. Anfang der 1940er Jahre stellte er eine eigene Band zusammen, die Gold Star Rangers. 1943 ersetzte er Eddy Arnold bei Pee Wee Kings Golden West Cowboys. Der Einstieg in das professionelle Musikgeschäft war damit geschafft.
1946 unterschrieb er beim neu gegründeten King-Records-Label einen Schallplattenvertrag. Bereits seine erste Single, der romantische Song Filipino Baby, wurde zum Hit. Im gleichen Jahr wurde er Ensemble-Mitglied der Grand Ole Opry. Fast zwei Jahrzehnte lang gehörte er zu ihren bekanntesten Stars. Es folgte eine Serie von Top-10 und Top-20-Hits, darunter Signed, Sealed and Delivered, Tennessee Waltz, I’m Waltzing With Tears in My Eyes und Candy Kisses.
In den 1950er Jahren wurde er wie viele andere vom alles dominierenden Rock ’n’ Roll verdrängt. Sein gradliniger Honky Tonk war nicht mehr gefragt. Auch ein Wechsel zum Rockabilly mit Circle Rock bei Dot Records konnte keinen neuen Erfolg bringen. Er verlor seinen Schallplattenvertrag und wechselte 1960 nach mehrjähriger Unterbrechung zum Starday-Label. Wenig später gelang ihm ein unverhofftes Comeback, als sich seine Single Alabam auf Platz eins der Country-Charts platzieren und zwölf Wochen lang diese Position behaupten konnte.
Es folgten einige Top-20-Hits, am bekanntesten ist Flat Top aus dem Jahr 1961. Cowboy Copas war gerade wieder im Geschäft, als er am 5. März 1963 während der Rückkehr von einem Benefizkonzert bei einem Flugzeugabsturz ums Leben kam. Mit ihm starben Patsy Cline und Hawkshaw Hawkins. Seine letzte Single, Goodbye Kisses, wurde postum veröffentlicht und erreichte Platz 15 der Country-Charts.

## Diskografie

### Alben
| Jahr | Titel                                         | Label | Anmerkung              |
| ---- | --------------------------------------------- | ----- | ---------------------- |
| 1957 | Cowboy Copas Sings His All-Time Hits          | King  |                        |
| 1959 | Favorite Sacred Songs                         | King  |                        |
| 1960 | Tragic Tales Of Love & Life                   | King  |                        |
| 1960 | Broken Hearted Melodies                       | King  |                        |
| 1963 | The Country Gentleman Of Song                 | King  | postum veröffentlicht  |
| 1963 | As You Remember Cowboy Copas                  | King  | postum veröffentlicht  |
| 1963 | In Memory-Cowboy Copas & Hawkshaw Hawkins     | King  | postum veröffentlicht  |
| 1963 | The Legend Of Cowboy Copas & Hawkshaw Hawkins | King  | postum veröffentlicht  |
| 1964 | Cowboy Copas Hymns                            | King  | postum veröffentlicht! |